# Джон Кравлі
Джон Краулі [ˈkraʊli], іноді Джон Кравлі, Джон Кроулі, Джон Кро́влі, Джон Кролі (англ. John Crowley; 1 грудня 1942, Преск-Айл, Мен) — американський письменник-фантаст, автор науково-фантастичних та фентезійних творів, автор сценаріїв документальних фільмів, викладач Єльського університету (1993-2018).

## Біографія
Джон Краулі народився 1 грудня 1942 в Преск-Айл (штат Мен). Його батько був офіцером військово-повітряних сил США. Краулі ріс у Вермонті, Кентуккі та Індіані. По закінченні Індіанського університету переїхав до Нью-Йорка, де зайнявся виробництвом документальних фільмів, що робить і досі. Перший роман Краулі опублікував 1975 року. Успіх йому приніс  роман «Маленький, великий» (англ. Little, Big), опублікований 1981 року. У 1993-2018 роках Краулі викладав у Єльському університеті.

## Твори

### Романи

#### Ægypt— Египет
- Ægypt, Bantam (New York, NY), 1987; 2007 року опубліковано перероблену версію під заголовком The Solitudes.
- Love & Sleep, Bantam (New York, NY), 1994
- Dæmonomania, Bantam (New York, NY), 2000
- Endless Things, Small Beer Press (Northampton (Massachusetts)), 2007

До роману дотичне оповідання «Flint and Mirror» (2018), нібито знайдене в архіві одного з персонажів «Египту».

#### Окремі романи
- The Deep, Doubleday (New York, NY), 1975
- Beasts, Doubleday (New York, NY), 1976
- Engine Summer, Doubleday (New York, NY), 1979
- Little, Big, Bantam (New York, NY), 1981. У світі роману відбувається дія оповідань "Novelty" (1983) та "An Apologue" (2024, ланка між цим романом і Ka).
- The Translator, William Morrow (New York, NY), 2002.
- Lord Byron's Novel: The Evening Land, William Morrow (New York, NY), 2005.
- Four Freedoms, William Morrow (New York, NY), 2009.
- Ka: Dar Oakley in the Ruin of Ymr, Saga Press (New York, NY), 2017.
- Flint and Mirror, Tor Books (New York, NY), 2022. На основі однойменного короткого твору (2018). До складу роману увійшло також оповідання "An Earthly Mother Sits and Sings" (2000).

### Оповідання та повісті
- Antiquities, 1977
- Where Spirits Gat Them Home, 1978, перевидання під назвою «Her Bounty to the Dead»
- The Reason for the Visit, 1980
- The Green Child, 1981
- Novelty, 1983
- Snow, 1985
- The Nightingale Sings at Night, 1989
- Great Work of Time, 1989; окреме видання: Bantam (New York, NY), 1991
- In Blue, 1989
- Missolonghi 1824, 1990
- Exogamy, 1993
- Gone, 1996
- Lost and Abandoned, 1997
- An Earthly Mother Sits and Sings, 2000
- The War Between the Objects and the Subjects, 2002
- The Girlhood of Shakespeare's Heroines, 2002; окреме видання: Subterranean Press (Burton, MI), 2005
- Little Yeses, Little Nos, 2005. Перший твір циклу "Mount Auburn Street"
- Conversation Hearts, 2008
- And Go Like This, 2011
- Glow Little Glowworm, 2012. Другий твір циклу "Mount Auburn Street"
- In the Tom Mix Museum, 2012
- The Million Monkeys of M. Borel, 2016
- This Is Our Town, 2017
- Mount Auburn Street, 2017. Третій твір однойменного циклу
- Spring Break, 2017
- Flint and Mirror, 2018
- Anosognosia, 2019
- Basement Cat, 2020 (мережева публікація)
- Hit, 2021 (мережева публікація)
- Squawk Box, 2021 (мережева публікація)
- Poker Night at the Elks Club 1938, 2022
- Percy and Lulu Go to Vermont, 2024
- The Sixties: A Forged Diary, 2024
- An Apologue, 2024

### Збірки
- Novelty, Bantam (New York, NY), 1989.
- Beasts/Engine Summer/Little Big, QPBC (New York, NY), 1991.
- Antiquities: Seven Stories, Incunabula (Seattle, WA), 1993.
- Three Novels, Bantam (New York, NY), 1994; перевидання під назвою Otherwise.
- Novelties and Souvenirs: Collected Short Fiction, Perennial (New York, NY), 2004.
- Totalitopia, PM Press (Oakland, CA), 2017.
- And Go Like This: Stories, Small Beer Press (Northampton, MA), 2019.
- Two Chapters in a Family Chronicle, Ninepin Press (Easthampton, MA), 2024.

### Сценарії
- The World of Tomorrow, 1984
- Are We Winning Mommy? America & the Cold War, (1986), dt. Gewinnen wir, Mama? — Amerika und der kalte Krieg
- Fit: Episodes in the History of the Body, 1990, mit Laurie Block

### Збірки есе
- In Other Words, Subterranean Press (Burton, MI), 2007.
- Reading Backwards: Essays & Reviews, 2005-2018, Subterranean Press (Burton, MI), 2019.
- Two Talks on Writing, Ninepin Press (Easthampton, MA), 2024.
- Seventy-Four Dreams, Ninepin Press (Easthampton, MA), 2024.